# Fotoriattivazione
La riparazione dipendente dalla luce o fotoriattivazione del DNA nei batteri viene effettuata da un enzima attivato dalla luce, chiamato DNA-fotoliasi. Quando il DNA viene esposto alla luce ultravioletta, si producono dimeri di timina per la formazione di legami covalenti crociati tra residui adiacenti di timina. La DNA fotoliasi si lega ai dimeri di timina e utilizza l'energia della luce per tagliare questi legami covalenti. La fotoliasi si lega ai dimeri di timina in assenza di luce, ma non può catalizzare il taglio dei legami che uniscono le due timine senza l'energia derivata dalla luce visibile, specificamente da quella porzione di luce compresa nella regione blu dello spettro. La fotoliasi scinde anche i dimeri di citosina e quelli di citosina-timina. Quando la luce ultravioletta è usata per indurre mutazioni nei batteri, le cellule irradiate sono cresciute quindi al buio per poche generazioni per portare al massimo la frequenza mutazionale.